# Tonkawa Tribal Housing
Tonkawa Tribal Housing est une census-designated place du comté de Kay, dans l'État d'Oklahoma, aux États-Unis. En 2020, elle compte une population de 310 habitants.